# Grand Central Terminal
Grand Central Terminal er en jernbanestation på Manhattan i New York. Stationen ligger centralt i Midtown, på 42. gade og Park Avenue. Det er verdens største jernbanestation målt i antal perroner: 44 perroner med i alt 67 spor, fordelt på to niveauer under gadeplan.
Grand Central betjener hovedsageligt toglinjer for dagpendlere og andre tilrejsende fra områder i delstaterne New York og Connecticut. Stationen er også et vigtigt knudepunkt for undergrundsnettet i New York.
Den nuværende stationsbygning blev opført i etaper mellem 1903 og 1913. Bygningen er designet i stilarten Beaux-Arts og er en af New Yorks mest storslåede offentlige bygninger.